# Sheng Zetian
Sheng Zetian (n. 6 noiembrie 1972, Huaibei⁠(d), Republica Populară Chineză) este un luptător ce a reprezentat Republica Populară Chineză, medaliat olimpic. A participat la 3 ediții ale Jocurilor Olimpice (1992, 1996, 2000) în care a câștigat 3 medalii de bronz.